# Dan Rather
Daniel Irvin Rather Jr. (* 31. října 1931 Wharton, Texas) je americký novinář a televizní moderátor, který se ve Spojených státech amerických proslavil zejména tím, že 24 let (1981–2005) uváděl hlavní zpravodajskou relaci stanice CBS Evening News. Známý byl také z publicistického pořadu 60 Minutes na stejné televizi. S Peterem Jenningsem (ABC News) a Tomem Brokawem (NBC News) byl označován za "velkou trojku" moderátorů zpravodajských relací ve Spojených státech amerických.

## Život
Vystudoval žurnalistiku na Sam Houston State University v Texasu. Novinářskou kariéru začal v roce 1950, jako novinář v tiskové agentuře Associated Press. Poté přešel do konkurenční agentury United Press (1950–1958), souběžně psal také pro deník Houston Chronicle (1954–1955). V roce 1959 prvně vstoupil na televizní obrazovky, v lokální houstonské televizi KTRK-TV, jež byla součástí sítě ABC. Roku 1962 opustil Houston a přesídlil do New Yorku, kde se stal reportérem CBS. Natáčel reportáže zejména z jihu Spojených států amerických a Mexika. Tam ho také zastihl atentát na Johna Fitzgeralda Kennedyho, jeho následující reportáže z atentátu ho proslavily. V roce 1965 se stal zpravodajem v Londýně a v roce 1966 byl poslán do Vietnamu, aby zaznamenával průběh vietnamské války. Poté se stal zpravodajem v Bílém domě, mj. reportoval o slavné cestě Richarda Nixona do Číny. V roce 1974 sehrál velkou roli při referování o aféře Watergate, někteří kritici ho obviňovali, že byl vůči Nixonovi během tohoto skandálu zaujatý. Časem se stal editorem zpráv a začal postupně moderovat. Připravoval řadu pořadů CBS, až v roce 1981 konečně vystřídal legendárního Waltera Cronkita v pozici hlavního moderátora večerních zpráv. Cronkite končíval zprávy slavnou větou "That's the way it is" (zhruba: "Takto se to stalo"). Rather nakonec zvolil "That's part of our world tonight" ("To byl kousek našeho dnešního světa"). V letech 1985–1989 držel večerní zprávy CBS na vrcholu žebříčku sledovanosti zpravodajských pořadů ve Spojených státech amerických. Po odchodu ze CBS pracoval v letech 2006-2013 pro kabelovou televizi AXS TV. Připravoval zejména takzvané "velké rozhovory" s osobnostmi (mj. Quentin Tarantino, Simon Cowell, Aaron Sorkin). Roku 2012 vydal svou autobiografii nazvanou Rather Outspoken: My Life in the News. V roce 2014 získal cenu Emmy za celoživotní dílo. Roku 2015 vznikl film Truth, v němž je Ratherova postava jedním z hlavních hrdinů. Na plátně Rathera ztvárnil Robert Redford.